# Sistema Cegesimal de Unidades
El Sistema Cegesimal de Unidades, también llamado sistema CGS o sistema Gaussiano, es un sistema de unidades basado en el centímetro, el gramo y el segundo. Su nombre es el acrónimo de estas tres unidades.
Fue propuesto por Gauss en 1832, e implantado por la Asociación Británica para el Avance de la Ciencia (BAES, ahora BA) en 1874 incluyendo las reglas de formación de un sistema formado por unidades básicas y unidades derivadas.
El sistema CGS ha sido casi totalmente reemplazado por el Sistema Internacional de Unidades (SI). Sin embargo aún perdura su utilización en algunos campos científicos y técnicos muy concretos, con resultados ventajosos en algunos contextos. Así, muchas de las fórmulas del electromagnetismo presentan una forma más sencilla cuando se las expresa en unidades CGS, resultando más simple la expansión de los términos en v/c.
La Oficina Internacional de Pesas y Medidas, reguladora del SI, valora y reconoce estos hechos e incluye en sus boletines referencias y equivalencias de algunas unidades electromagnéticas del sistema CGS gaussiano, aunque desaconseja su uso.

## Unidades electromagnéticas

Interrelación entre variantes del sistema métrico

A diferencia del SI, el sistema CGS no determina si debe haber una dimensión adicional para las magnitudes electromagnéticas (en el SI es la corriente). De ahí que haya varios sistemas cegesimales en función de como se tratan las constantes {\displaystyle \epsilon _{0}} y {\displaystyle \mu _{0}}. Las ecuaciones se ajustan según el sistema concreto adoptado, aunque en la práctica apenas se usa más que el de Gauss, donde ambas constantes se toman como 1 y a cambio aparece explícitamente c. Las dimensiones, así, pueden tener exponentes semienteros.
En el SI la corriente eléctrica se define mediante la intensidad de campo magnético que presenta, y la carga eléctrica se define como corriente eléctrica por unidad de tiempo. En una variedad del CGS, el ues o unidades electrostáticas, la carga se define como la fuerza que ejerce sobre otras cargas, y la corriente se define como carga por unidad de tiempo. Una consecuencia de este método es que la ley de Coulomb no contiene una constante de proporcionalidad.
Por último, al relacionar los fenómenos electromagnéticos al tiempo, la longitud y la masa, dependen de las fuerzas observadas en las cargas. Hay dos leyes fundamentales en acción: la ley de Coulomb, que describe la fuerza electrostática entre cargas, y la ley de Ampère (también conocida como la ley de Biot-Savart), que describe la fuerza electrodinámica (o electromagnética) entre corrientes.
Cada una de ellas contiene las constantes de {\displaystyle k_{1}\,\!} y {\displaystyle k_{2}\,\!}. La definición estática de campo magnético tiene otra constante, {\displaystyle \alpha \,\!}. Las dos primeras constantes se relacionan entre sí a través de la velocidad de la luz, {\displaystyle c\,\!} (la razón entre {\displaystyle k_{1}\,\!} y {\displaystyle k_{2}\,\!} debe ser igual a {\displaystyle c^{2}\,\!}).
De este modo se tienen varias opciones por ejemplo
| {\displaystyle k_{1}\,\!}                           | {\displaystyle k_{2}\,\!}                     | {\displaystyle \alpha \,\!} | Sistema              |
| --------------------------------------------------- | --------------------------------------------- | --------------------------- | -------------------- |
| {\displaystyle 1\,\!}                               | {\displaystyle 1/c^{2}\,\!}                   | {\displaystyle 1\,\!}       | CGS electrostático   |
| {\displaystyle c^{2}\,\!}                           | {\displaystyle 1\,\!}                         | {\displaystyle 1\,\!}       | CGS electromagnético |
| {\displaystyle 1\,\!}                               | {\displaystyle 1/c^{2}\,\!}                   | {\displaystyle 1/c\,\!}     | CGS Gausiano         |
| {\displaystyle {\frac {1}{4\pi \epsilon _{0}}}\,\!} | {\displaystyle {\frac {\mu _{0}}{4\pi }}\,\!} | {\displaystyle 1\,\!}       | SI                   |

Una característica del sistema CGS gaussiano es que el campo eléctrico y el campo magnético tienen las mismas unidades. Existe aproximadamente media docena de sistemas de unidades electromagnéticas en uso, la mayoría basados en el sistema CGS. Estos incluyen el UEM o unidades electromagnéticas (escogidas de tal manera que la ley de Biot-Savart no tenga constante de proporcionalidad), gausiano y unidades Heaviside-Lorentz. Para complicar más el asunto, algunos ingenieros utilizan para el campo eléctrico unidades híbridas, como voltios por centímetro.
En el antiguo sistema de unidades electromagnéticas basado en el CGS que se usó para estudiar la inducción magnética, la unidad de corriente no es el estatamperio, sino el abamperio (=10 amperios), lo que permite llegar a definir el gauss como unidad de densidad de flujo magnético.
En la tabla siguiente se encontrará el estatamperio y el gauss como pertenecientes al moderno sistema CGS; esto es inexacto: el gauss no es una magnitud CGS, sino electromagnética.

## Unidades del sistema cegesimal
| Magnitud                      | Unidad                        | Símbolo  | Definición | Equivalencia en S.I. |
| ----------------------------- | ----------------------------- | -------- | ---------- | -------------------- |
| longitud                      | centímetro                    | cm       |            | 0,01 m               |
| masa                          | gramo                         | g        |            | 0,001 kg             |
| tiempo                        | segundo                       | s        |            | 1 s                  |
| aceleración                   | gal                           | Gal      | cm/s²      | 0,01 m/s²            |
| fuerza                        | dina                          | dyn      | g.cm/s²    | 10−5 N               |
| energía                       | ergio                         | erg      | dyn cm     | 10−7 J               |
| potencia                      | ergio por segundo             | erg/s    | erg s−1    | 10−7 W               |
| presión                       | baria                         | baria    | dyn/cm²    | 0,1 Pa               |
| viscosidad dinámica           | poise                         | P        | g (cm s)−1 | 0,1 Pa s             |
| viscosidad cinemática         | stokes                        | St       | cm²s−1     | 10−4 m²s−1           |
| carga eléctrica               | franklin                      | Fr       | dyn½cm     | 3,336 641 × 10−10 C  |
| potencial eléctrico           | estatvoltio                   | statV    | erg Fr−1   | 299,7925 V           |
| campo eléctrico               | estatvoltio por centímetro    | statV/cm | statV cm−1 | 2,9979 V m−1         |
| flujo magnético               | maxwell                       | Mx       | G cm²      | 10−8 Wb              |
| densidad de flujo magnético   | gauss                         | G        | Mx cm−2    | 10−4 T               |
| intensidad de campo magnético | oersted                       | Oe       |            | (10³/4π) A/m         |
| intensidad de corriente       | estatamperio                  | statA    |            | 3.335 641 × 10−10 A  |
| resistencia                   | estatohmio                    | statΩ    |            | 8.987 552 × 1011 Ω   |
| capacidad eléctrica           | estatfaradio por «centímetro» | statF/cm |            | 1,113 × 10−12 F      |
| inductancia                   | estathenrio                   | statH    |            | 8,8771 × 1012 H      |
| número de onda                | kayser                        | K        | 1 cm−1     | 100 m−1              |

Los coeficientes 2998, 3336, 1113 y 8988 se derivan de la velocidad de la luz; exactamente valen 299792458, 333564095198152, 1112650056 y 89875517873681764.
Un «centímetro» de capacidad es la capacitancia de una esfera conductora, de 1 cm de radio, en el vacío.
En el sistema CGS (Gauss) la inductancia tiene dimensiones de longitud, y por lo tanto, la unidad de inductancia es llamada centímetro (1H = 109 cm). E, inversamente, 1 cm de inductancia CGS es igual a 0,001 μH en el Sistema Internacional de Medidas.